# (7213) Conae
(7213) Conae est un astéroïde de la ceinture principale.

## Description
(7213) Conae est un astéroïde de la ceinture principale. Il fut découvert le 31 mai 1967 à El Leoncito par l'Observatoire Félix-Aguilar. Il présente une orbite caractérisée par un demi-grand axe de 2,55 UA, une excentricité de 0,25 et une inclinaison de 3,0° par rapport à l'écliptique.

## Compléments